# Рарітан Тауншип (Нью-Джерсі)
Рарітан Тауншип (англ. Raritan Township) — селище (англ. township) в США, в окрузі Гантердон штату Нью-Джерсі. Населення — 23 447 осіб (2020).

## Демографія
Згідно з переписом 2010 року, у селищі мешкало 22 185 осіб у 8056 домогосподарствах у складі 6055 родин. Було 8288 помешкань
Расовий склад населення:
| - 89,6 % — білих - 5,9 % — азіатів - 2,1 % — чорних або афроамериканців - 0,1 % — корінних американців |

До двох чи більше рас належало 1,4 %. Частка іспаномовних становила 5,1 % від усіх жителів.
За віковим діапазоном населення розподілялося таким чином: 26,2 % — особи молодші 18 років, 61,8 % — особи у віці 18—64 років, 12,0 % — особи у віці 65 років та старші. Медіана віку мешканця становила 42,4 року. На 100 осіб жіночої статі у селищі припадало 94,8 чоловіків;  на 100 жінок у віці від 18 років та старших — 89,8 чоловіків також старших 18 років.
Середній дохід на одне домашнє господарство  становив 134 890 доларів США (медіана — 114 569), а середній дохід на одну сім'ю — 157 186 доларів (медіана — 132 969). Медіана доходів становила 101 202 долари для чоловіків та 63 889 доларів для жінок. За межею бідності перебувало 5,3 % осіб, у тому числі 6,5 % дітей у віці до 18 років та 5,6 % осіб у віці 65 років та старших.
Цивільне працевлаштоване населення становило 11 458 осіб. Основні галузі зайнятості: освіта, охорона здоров'я та соціальна допомога — 24,5 %, виробництво — 16,5 %, науковці, спеціалісти, менеджери — 11,7 %, роздрібна торгівля — 9,1 %.